# Crombacherhof

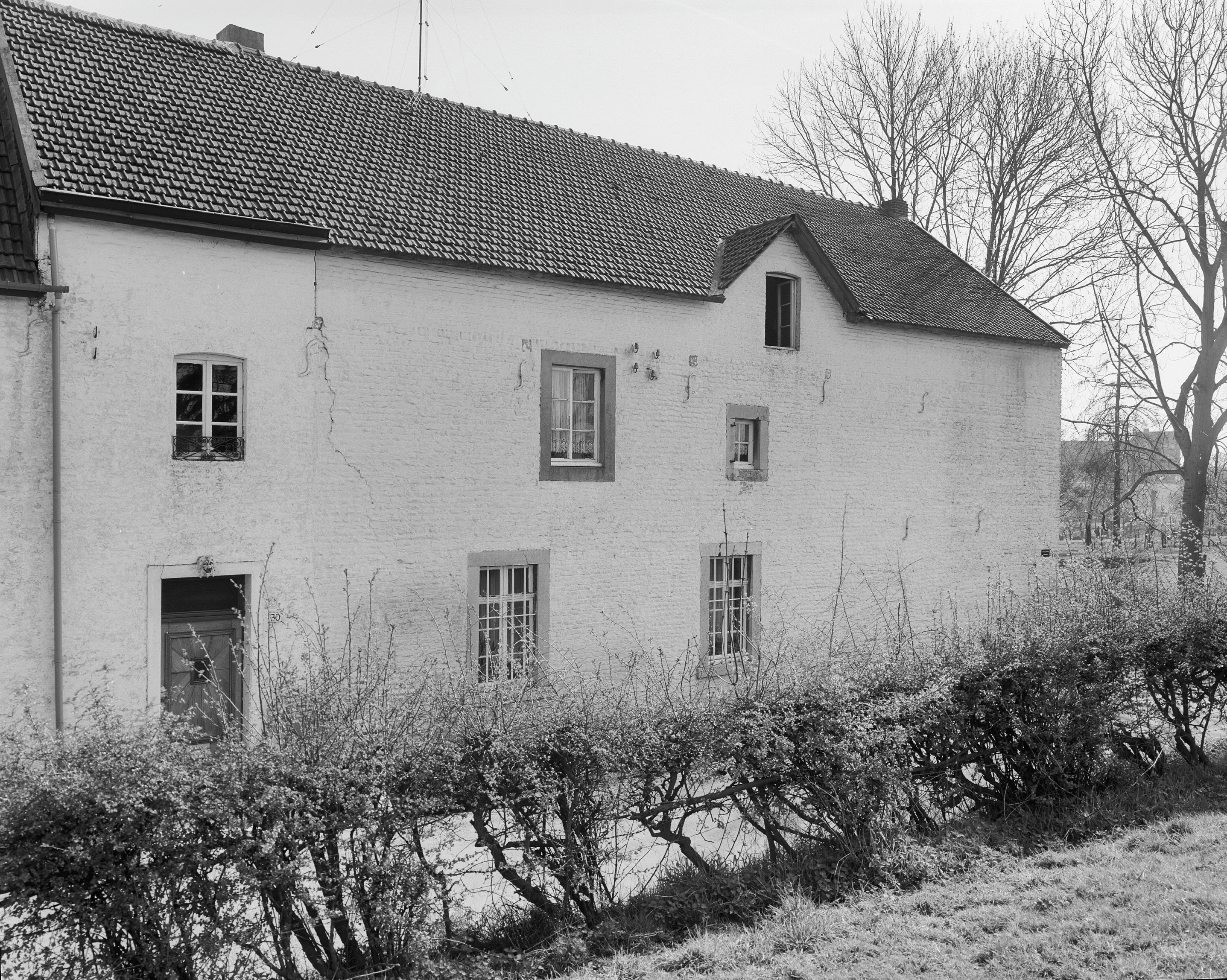
Die Hoeve Crombach in der Crombacherstraat 28 in Kerkrade.

Der Crombacherhof (auch niederländisch Hoeve Crombach oder Crombacherhoeve; früher „Abteilicher Gutshof Crombach“) ist ein als Rijksmonument gelisteter Bauernhof im Stadtteil Locht von Kerkrade.

## Geschichte
Der Crombacherhof wird zum ersten Mal in den Annales Rodenses von 1107 erwähnt. Der Hof ist nach dem nahegelegenen Krombach benannt. Anfänglich war der Hof ein Fachwerkbau, 1709 wurde der Hof in Stein neu errichtet.
Während der Franzosenzeit wurde der Crombacherhof, der zur Abtei Rolduc gehörte, beschlagnahmt und verkauft und kurz danach von der Abtei zurückgekauft. 1856 wurde der Hof in zwei landwirtschaftliche Betriebe aufgetrennt.
1926 fand auf dem Crombacherhof ein Raubmord an Maria Borghans-Schreurs statt.
Nach dem Hof ist die daran liegende Crombacherstraat benannt.

## Besitzer
- 1107 bis ?: Abtei Rolduc
- 1794 bis 1856 (?): Abtei Rolduc

### Rechter Teil
- 1926: Hermine und Maria Beckers

### Linker Teil
- vor 1926–1942: Johan Gerardus Hubertus Borghans